# NGT48山口真帆暴行被害事件
NGT48山口真帆暴行被害事件（エヌジーティーフォーティーエイトやまぐちまほぼうこうひがいじけん）は、2018年（平成30年）12月8日に、新潟県新潟市で発生した暴行事件。
当時アイドルグループ・NGT48に所属し、チームG副キャプテンを務めていた山口真帆が、NGTの男性ファン2人に、自宅マンションの玄関先で顔をつかまれるなどの被害を受けたとされる。当初、事件は公にならなかったが、山口がSNSで被害を告発し、国内外のマスメディアで大きく報じられ、話題となった。NGT48を運営する株式会社AKSの事前事後の対応や、アイドルとファンの関係が議論の的となった。

## 概要

### 事件の経緯
第三者委員会の調査報告書によると、2018年12月8日夜、当時アイドルグループ・NGT48に所属していた山口真帆が、NGT48劇場での公演を終え、送迎のマイクロバスに乗り、他のメンバーと共に帰路についた。20時40分頃、新潟市内にある自宅マンションに到着し、居住するフロアの共用廊下に誰もいないことを確認してから、部屋に入ってドアを閉めようとしたところで事件が発生した。山口の供述によれば、NGTの男性ファン乙が、玄関のドアを手で押さえ、ドアをこじ開けてきた。乙は、玄関の中に入り、山口の顔をつかんで押し倒そうとした。山口は必死で乙を部屋から押し出そうとした。もう少しで乙を部屋から押し出し、ドアを閉められそうになった時、山口の向かいの部屋から甲が出てきた（第三者委員会が認定した事実によれば、事件当時、甲は山口の向かいの部屋を賃借していた。また甲は、事件以前からマンション内で他のメンバーに会うなどしていた）。甲は乙を横によけて、山口の顔をつかみ、押し倒そうとしてきた。山口は、しばらく声を出すことができなかったが、1分後、共用廊下に向かって「助けて」と叫ぶと、甲は山口の口を押さえた。その時、エレベーターが停まる音がして、甲と乙がその音に気づき、甲の勢いが止まった。そこで山口は、甲を共用廊下に押し出し、自らも廊下に出た。首からかけていた携帯電話で警察に電話しようとしたが、甲に阻止された。過呼吸になりながら泣き叫んだ山口に対し、甲が「ごめん、ごめん」と謝って慰めようとした。甲は、山口に対して「メンバーにも相談して、メンバーに提案されて、やったことだから」「こうすればまほほん（山口のニックネーム）と話せるよ、と提案された」と言い、そのメンバーとしてA、B、Cの3人の名前を挙げた。山口は、助けを求めて同じフロアに居住するメンバーEの部屋の前に行き、ドアを叩いたが反応がなかったため、山口と同じマンションに居住していたメンバーDに電話をした。Dは、事件当時他のメンバーの自宅マンションにおり、現場に5分で行ける距離だったため、Dが現場に合流した。山口は、本件に関わったメンバーを聞き出すため、甲、乙、丙（甲、乙の仲間。既に現場に合流していた）、メンバーDと共に、近くの公園へ移動した。以上が、山口の供述した事実関係である。第三者委員会が認定した事実関係によれば、その後、NGTのマネージャー3名が公園に到着し、今回の事件の関与者等について、主に山口と甲との間でやり取りがなされた。その後、警察が到着し、翌9日に甲と乙が暴行容疑で逮捕され、新潟地方検察庁に送致された。二人は20日間拘留された後、12月28日に不起訴処分となり、釈放された。山口に対する性的暴行はなく、山口に怪我はなかった。

### 事件に至る動機
甲、乙は、警察の調べに対し「山口さんと話がしたかった。大ごとになるとは思わなかった」と動機を供述している。第三者委員会が入手した録音データにおいて、甲は「山口さんとちょっと話したいみたいな、僕たちの間でなって」「襲うつもりとかそういうつもりじゃなくて」「そんな押し入ろうとかは全然」などと発言しており、山口と話がしたかったため声をかけたにすぎず、家に押し入ったり、襲うなどの意図はなかったとしている。事件の経緯について、甲は「ただちょっと廊下で声かけれればいいとおもったんだけど」「それでかなり驚かせちゃって。ぼくも焦ってけっこうその揉め合いみたいになっちゃって」「お互いパニックになってたからちょっと押し合いみたいな感じになっただけ」などと供述しており、山口と押し合いになった事実は認めている。

### 暴行の有無を巡る食い違い
報告書において、山口は自身が受けたとされる暴行について「顔をつかまれ、押し倒されそうになった」「顔をつかみ、押し倒そうとしてきた」「目と鼻のあたり、親指と人差し指で山口の両こめかみを押さえるような形で、顔面をつかんだ」と供述している。山口は報告書に引用されている録音データの中で「私のこと顔つかんで、顔押し倒してさ入ろうとしたじゃん」と発言したのに対し、甲は「そこまではしてない」と発言しているが、第三者委員会はこの発言を、顔をつかんだ点を明確に否定しているものではないと評価した。委員会は、山口が当初から一貫して被疑者らに顔面をつかまれたと述べていること、あえてこの点について虚偽の供述をする必要性がなく、被疑者らを陥れる目的であれば、より強度の暴行態様を供述することも可能だったことなどから、被疑者らが共謀の上、山口に対して、顔面をつかむ暴行を行った事実が認められると判断している。
甲および乙は、警察の調べに対し、当初から暴行の容疑を否認しているが、第三者委員会は、捜査を担当した新潟警察署刑事第一課の警察官の言動から、態様はともかく、暴行の事実は認定されているものと思われる、との見解を示した。被疑者らは後日、ツイキャスの配信で、山口との間で示談はなかったと明かしたうえで、取り調べでは手をスキャンされたりして調べられたが、警察からは何も伝えられず、弁護士から不起訴になったとだけ知らされたと述べている。
東京地検特捜部元検事の高井康行弁護士は、不起訴処分となった背景について、暴行罪は親告罪ではないため、被害届を取り下げても事案が重大なら起訴されるはずだとして、事件そのものは軽微などと検察が総合的に判断したのではないかとの見解を述べている。
その後AKSが提起した民事訴訟においても「顔をつかんでいない」と主張しており、暴行の事実についても争う姿勢を見せていた。訴訟は、裁判外での話し合いの末、和解が成立したが、和解成立時に被疑者らがAKS側に提出した謝罪文においても「少なくとも山口氏の自宅玄関ドアを山口氏と引っ張り合う等の行為」に及んだことのみを認め、最後まで暴行を認めることはなかった。

### 甲、乙、丙の人物像
警察によると、被疑者の甲と乙は当時ともに25歳で、一方は無職、他方は大学生であった。東スポの記事によれば、男性のうちの一人（甲）はもともと山口の熱狂的なファン（いわゆる「太客」）で、握手会では毎回数十万円分の握手券を手にしており、80万円も使い山口と2時間以上話したこともあったという。「新潟の街で偶然山口と顔を合わせた際、言葉を交わす姿を他のファンに目撃されていたが、別メンバーに“推し変”したことで、山口との関係が悪化したようだ」という地元のNGTファンからの指摘もある。
スポーツニッポンにNGTの「写真会」で撮影された山口との2ショット写真が掲載されているため、この人物がファンとしてイベント等で山口と面識があったことは確認できる模様である。民事裁判ではこの写真を「私的交流」の証拠として提示したが、イベントそのものは握手会と同様に誰でも参加できるものであり、ポーズはファンが指定できるため、山口はファンに言われた通りのポーズをしただけ、という見方もあり、山口自身も「ファンの方はご存じの通りイベント写真会はリクエストされたポーズをします。それをカメラ目線でやるので相手が何のポーズしているかもほぼ分かりません」と反論した。
後述の「『ファン』とのつながり」にあるように、民事訴訟において、男性によると山口と同じマンションに部屋を借りて、プレゼントを渡すなどしていたが、つながりを他のメンバーから指摘された山口から「噂になったら困る。怖い」と話され、関係が疎遠になったため、関係修復のための話し合いをしようとして事件になったと主張しているという。また、彼は裁判で「もともとつながっていたのは山口さんです」と主張しているが、山口がグループ卒業後所属していた事務所・研音は「そのような事実はございません」と回答している。
東スポによれば、もう一人の男性は、太野彩香のファンだったという。また丙は、握手会における「まとめ出し」でメンバーAと長時間会話していたことが報告書で言及されている。
文春は、事件直後の録音データを公開する際「新潟県警が事件と関係ないと判断したメンバーの実名はカットしている」として、登場人物で暴行事件の被害者で2018年12月8日帰宅時に甲、乙から暴行を受け翌年5月に卒業した山口のほかに、太野、西潟茉莉奈などの実名を明かし以下のように報じている。
- A（大学生）　第三者委員会報告書では「甲」と表記。山口のファンと言われている。暴行事件の少し前からは西潟のファンとも言われていた。吉成氏の発言では、事件前から山口と繋がりがあったとされている。（吉成は甲と接触した際「僕はもともと繋がっていたのは山口さんです」と聞かされたと、事件直後の録音データや裁判の陳述書の内容が公開される前の2019年8月17日に保護会で説明していた録音を文春に公開されている[24][19]。男性らは一度も民事裁判に出廷していないが、陳述書で山口とのつながりを主張し、証拠として男性が言う山口の携帯番号提出している[25][26]）逮捕後、不起訴に。

- B（無職）　第三者委員会報告書では「乙」と表記。山口の帰宅時、Aが借りている部屋（かつて太野彩香が借りていた部屋）から飛び出し、山口に最初に声をかけた。太野のファンだと言われている。逮捕後、不起訴に。事件発生当時、A、Bは太野が当時住んでいた部屋から出てきた。第三者委員会報告書によると2018年夏に既に部屋を引っ越している。

- C（当時24・大学生）　第三者委員会報告書では「丙」と表記。D子から帰宅時間を聞き、A、Bに伝えた。西潟のファンだったと言われ、文春は「Cが西潟のファンであることはファンの間では有名な話だった」としている。

事件発生前のNGTのイベントではA、B、Cが親しげな様子で西潟のレーンに並んでいたという。
そのほかに、山口に暴行を加えたとされる甲、乙は後述『「ファン」とのつながり』では事件直後に他のメンバー達との食事や遊んだりなどの交流を明かしていたことが第三者委員会後新たに分かり（運営側は処分するほどの程度ではなかったと判断したと説明）、丙もつながりを持っていたことが分かっている。NGT運営のAKS社長の前述(文春) の通りだが、甲、乙側とAKS代理人弁護士は裁判外などで接触している。
後の民事裁判の陳述書では、山口が自身とつながっていることをAKSのスタッフの前で話してしまえば、山口真帆がNGT48のルールを破ったとして不利益な処分を受けてしまうので、メンバー8人の名前をあげたのは山口とのつながりを隠すためにとっさについた嘘だったと釈明している。

### 他のメンバーの関与の有無
報告書によれば、山口は、後日捜査機関から聞いた話として、山口より前にマイクロバスを降りたメンバーAが、丙から「まほほん、あの車両に乗ってる？」と声をかけられ「乗ってるよ」と答え、さらに「メンバーEも乗ってる？」と聞かれ「乗ってないよ」と答えたと供述している。また山口は、同じく捜査機関から聞いた話として、甲、乙は、丙からの連絡をもとに、山口がEと一緒ではなく一人で帰宅することを確認したうえで、山口が自宅マンションに到着する時刻を計算し、部屋から共用廊下の様子を確認しながら、山口の帰宅を待ったという事実を供述しており、第三者委員会はこの事実を認定している。これについてメンバーAは、第三者委員会の事情聴取に対し、そのように答えたことを認めている。Aは、マイクロバスから降り、駅に向かっていた際に、以前から握手会等で面識のあった丙から突然声をかけられたと供述した。第三者委員会が入手した録音データによれば、甲も「今日A出てたから。それで聞いて」と発言しており、Aから山口の帰宅時間を聞いたことを供述している。なおAは、上述の回答以上の関与を否定しており、第三者委員会も、Aの供述を超えて、Aと甲、乙との間で、何らかの共謀があったことを示す供述はなかったとしている。第三者委員会は、Aが丙の声がけに答えてしまったことについては「対応として不適切であったものの、握手会などで顔見知りであった丙から、マイクロバスを降りた際に、突然声をかけられたため、咄嗟に答えてしまったのが実情と考えられる」とした。またAは、握手会において「まとめ出し」をした丙と長時間にわたって会話したことがあり、丙と会話すること自体に抵抗感が薄くなっていたことも一因として指摘されている。前述の高井康行弁護士は、もし男性が暴行することをメンバーが事前に知っていれば幇助罪が成立しうるとしたが、知らなければ自宅を教えたりしても共犯にはならないと述べている。
既に述べたように、甲は、山口の自宅マンション共用廊下で「メンバーにも相談して、メンバーに提案されて、やったことだから」「こうすればまほほんと話せるよ、と提案された」と言い、そのメンバーとしてA、B、Cの名前を挙げたと山口は供述しており、山口は、Aが帰宅時間を教え、Bが自宅の場所を教え、Cが部屋に行けとそそのかしたと主張している。上述のように、Aがマイクロバスに山口が乗っていることを伝えてしまったのは、A本人も認めており、第三者委員会は、それ以上の関与はなかったと認識している。
メンバーBの関与の有無について、第三者委員会が入手した録音データによれば、甲は、山口の部屋番号を知っていたことについて「相当前にBか誰かに聞いたな」「握手会とかだから」「それはもう1年前とか」「最初どうやって知ったんだろう」などと発言している。また、甲は直接Bとは連絡を取っていないものの「Bは知っているかもしれないけど」「B知ってんのかな」などと、Bが事件について何らかの事情を知っている可能性を示唆する発言を行った。この点について、メンバ－Bは、第三者委員会の事情聴取に対して関与を否定しており、捜査機関による捜査においても関与は認められなかったと第三者委員会は推認している。なお、Bは事件の現場となったマンションに居住していたが、事件の数ヶ月前に退去している。
メンバーCの関与の有無について、山口は、平成30年10月7日に行われた握手会で、甲から「Cがお前の家に行けってめっちゃ言ってくるんだけど」などと言われたことや、新潟警察署の警察官から、甲が現場となったマンションの他に、新潟市内に3つのマンションを借りており、そのうちの一つがCが居住するマンションであると聞いたこと等を指摘し、Cの事件への関与を主張した。一方、録音データによると、甲は「Cは関係ない」「Cは関わってない」「Cちゃんは間違いなく今日知らないし」と明確に否定している。また、丙も「このことをCとかに言ったりは全くしていない」とCの関与を否定している。C自身も、第三者委員会の事情聴取に対し、Bと同様に、事件への関与を否定しており、捜査機関による捜査においても関与は認められなかったと第三者委員会は推認している。
その他のメンバーの関与について、録音データによると、山口の「つながって、かかわってるメンバー全員いって。もうだれだれ言って、もういっかい」との発言に対し、甲は複数のメンバーの名前を挙げた。どのメンバ－の名前が挙がったのか、報告書では明らかにされていないが、後の民事訴訟の訴状において、8人のメンバーの名前が挙がっていたことが判明している。甲は、山口の部屋番号を知っていたことについて「あとメンバーFか」「Fは相当昔のことだから。俺もなんて言ったかわかんないけど」と発言しているが、Fを含むその他のメンバーも、第三者委員会の事情聴取に対し関与を否定している。
第三者委員会は、甲が山口の部屋を特定した経緯について、甲が別の部屋を賃借し、マンションに自由に出入りしていたことを挙げ、山口の帰宅を待って後をつける、郵便受けを覗いて郵便物の宛名を確認する、山口が郵便受けから郵便物を取り出すところを見るなど、メンバーの関与がなくても様々な方法で特定することが可能だったとした。なお、第三者委員会は、甲、乙、丙に対し調査への協力を求める文書を送付したが、返答がなかったため、事情聴取は行われていない。
伊藤和子弁護士は「まず、第一の疑問は第三者委員会が会見をしないこと、これは極めて異例」「仮に刑事事件で共謀していないとしても、広い意味での関与についてしっかり調査すべきではなかったのか。特に、メンバーが犯人につながる者に山口さんの安全にかかわる個人情報を提供したという事実は重視されるべきでしょう。」「こうした証拠(報告書が示した関与と録音データ)が出ているのに、なぜ関与がない、と言い切ってしまったのか、甚だ疑問」と呈している。

### ファンとの「つながり」
第三者委員会の報告書では、今回の事件について、被疑者らが山口の居住するマンションを部屋番号まで特定し、山口がひとりで帰宅する時刻をメンバーから聞き出したことを事件の原因としており、ファンとメンバーとの私的領域における接触（いわゆる「つながり」）を生んだ背景についても言及している。
まず、メンバーの自宅が特定されてしまった要因として、新潟という活動拠点が特殊であり、メンバーの住居が特定されやすい環境にあったこと、送迎のマイクロバスの移動経路や乗降ポイントが特定されやすく、送迎時の危険への配慮が不十分であったこと、メンバーの自宅が特定されているかそのおそれがあっても運営が積極的に対処しなかったことなどが挙げられている（詳しくは後述）。
また、NGT運営は、事件当時、新潟市内の複数のマンションにメンバーをまとめて住まわせていたと述べており、事件現場のマンションには、山口のほかにメンバーDとEが居住していたが、一つのマンションが特定されると複数のメンバーの自宅が知られてしまうことも問題と考えられる。第三者委員会は、新潟という拠点の特性上、NGT劇場への利便性などから、メンバーの居住するエリアが事実上、一定範囲に限られていたことを指摘している。
次に、被疑者らが山口の帰宅時刻を聞き出せた要因として、握手会での会話を問題視しており、握手会においてメンバーと会話できる時間は握手券1枚あたり数秒であるが、握手券の「まとめ出し」によって、メンバーと長時間会話できる機会が発生することが挙げられている。事件以前の握手会では、メンバーに私的領域での接触を求めるような話題が明確に禁止されておらず、ごく一部のファンが、特定のメンバーと特定のファンが私的領域で接触していることを握手の相手に伝え、自らも相手とつながろうとする行為が行われていたという。実際に、甲、乙に情報を伝えた丙は、メンバーと「まとめ出し」で会話をしており、長時間の会話によってメンバーは丙と会話すること自体に抵抗感が薄くなっていたために、メンバーの情報を丙に伝えてしまった可能性が指摘されている。
第三者委員会は「まとめ出し」に限った対応として、メンバーのそばにマネージャー等を配置し、私的領域に関する事項が話題となった場合、すぐに制止できる体制をとるべきと提言している。また、私的領域での接触を求めたり実際に接触したファンは、出入り禁止等の処分を下し、NGTのイベント全般に参加できなくなるような制度を整え、運用していくべきとしている。
さらに報告書では、既に述べたものも含め、ファンとの「つながり」について「『噂』レベルではなく、具体的な事実」として、
- ①丙と思われる男性から話しかけられ、何の抵抗もなく会話をしているメンバーがいること、しかも、その内容が他の複数のメンバーの現時点での行動に関するものであること
- ②丙と複数回個別に会っていたメンバーがいること
- ③甲が、山口氏の部屋の番号を知った経緯について、相当前に何人かのメンバーに聞いたと述べていること（録音データより[注釈 16]。）
- ④甲が、本件事件が発生することを知っていたかもしれないとして特定のメンバーの名前を挙げていること（録音データより[注釈 16]）
- ⑤甲が、以前より、当該マンション内で、他のメンバーと会うなどしていたことから、その延長線上で、山口氏が公演終了後に帰ってきた際に、外で話すより当該マンション内で声をかけたほうがいいと考えて当該マンション内で山口氏に声をかけたと述べていること（録音データより[注釈 16]）
- ⑥甲が山口氏と話すために山口氏の家に行くことについて相談していたメンバーがいるような発言をしていること（録音データより[注釈 16]）
- ⑦本件事件後に、数名のメンバーがファンとの「つながり」があったとして自ら申告していること[注釈 17]

という7つの項目を挙げている。
また、メンバーからの事情聴取の結果として、確たる証拠のない噂なども含め、12名のメンバーの名前が挙がったことが明らかにされた（第三者委員会は、記名、無記名の者が特定できる資料は、AKSを含め本委員会以外には一切開示しない」としており、氏名は公表されていない）。
AKSは、3月21日に発表した声明文において、名前の挙がった12名のメンバーについては、私的領域におけるファンとのつながりを含め、一切の「風紀の乱れ」を不問にすることを明言した（この点についてのNGT運営の説明及び山口の反論については後述。）。この判断について、5月27日、AKSの早川麻依子は「◯◯がつながっていると人から聞いた。◯◯っぽい子が男の人といるのを見た。◯◯はつながっていると思う。◯◯が人目を避けるように歩いていた。という曖昧な話ばかり。処分しようにも全く証拠がありません」と説明した。つながりを申告してきたメンバーについても、DMを2回返信してしまったが私的に会った事はなかった、取材先の飲食店の方が偶然ファンで、クレープをサービスしてくれて、来店のお礼のDMについ返信をしてしまった、などといった程度の内容だったとしている。第三者委員会設置報告の際、早川は「私どもが調査すると先入観が入ってしまう。第三者委員会にすべてをゆだねる」としていたが、第三者委員会の調査に介入しているといえる。
また、報告書を受けたAKSの会見では記者からの「遠因としてファンとつながっていることが遠くの原因にはなっているとは思うんですけれども、被害者に、山口さんに対するほかのメンバーが謝りたいとか申し訳なかったとか、私たちがこんないけないことをしてこういうふうに招いてしまったとか、謝罪の意思とか謝罪したいっていう報告とかはきているのでしょうか。」との質問に対してAKS取締役の松村匠は「それはございます」と回答している。
その後の民事訴訟において、男性2人が山口やスタッフに他のメンバー8人ほどと私的なつながりがあると話していたことや以前から食事や遊んだりするなど交流を持っていた一部メンバーに「山口さんと話したい」と相談していたことが新たに分かった。更に、週刊文春が公開した事件直後の録音データにおいても、男性は警官に「そもそもあそこ（編注:NGT48寮のマンション）に複数、彼女（編注：山口のこと）のグループの人たちがいて、その子達と友好的に会ったりご飯食べたり」など、他のメンバー達と会うなどするために、山口らの住むマンションに出入りしていたことを明かしている。NGT運営は「以前から食事や遊んだりするなど交流を持っていた一部メンバー」については、処分するほどの程度ではなかったと判断したと説明し、「つながりはゼロではなかった」と弁解している。
また、裁判の陳述書では、男性は事件以前からマンション内に部屋を借りていて、一緒に食事をしたり部屋で面会するなどはなかったものの、山口とも廊下などで会って衣装やアクセサリーなどのプレゼントを贈っていたが、途中からDMに返信を貰えなくなったので、関係修復の話し合いのために自宅前で待っていて事件になったと述べているほか、メンバー8人の名前を挙げたことについては、山口とつながっていることをAKSのスタッフの前で話してしまえば、山口がNGTのルールを破ったとして不利益な処分を受けてしまうことから、とっさについた嘘だったと弁明している。

## 事件発生後の経緯

### 山口による告発
この事件は、当初マスメディアによって報道されることはなく、当時の運営会社である株式会社AKSは事件を公表しなかったため、暴行被害が公になることはなかった。それについて被疑者の一人が山口に多額の課金をしていた太客で、被疑者が山口と接触してから110番通報されるまで1時間の空白があり、新潟署の捜査員が駆けつけたとき、山口は被疑者達と公園で話をしていたため、事件性はないと判断したためとされている。
AKSは後の会見において、事件を公表しなかった理由について「メンバー保護と、オープンになった時に二次的、三次的被害が及ぶのではないかと私の方で考えた。結果的にああいうことになって大変申し訳ない」と説明し、運営側から事案を公表する予定はなかったことを明らかにした。ところが、2018年12月8日から翌9日朝にかけて、山口がリアルタイム動画配信サービスSHOWROOMで涙ながらに暴行被害を告発した。「私とまた同じ目に遭う人がいるのに、1カ月待っても、何も対処してくれなくて」「真面目にやってる子達が、私と同じ怖い目にするのは、もう耐えられない」「今回私は助かったから良かったけど、殺されてたらどうするんだろうって思う」と話した。また自身のTwitter（現在はX）でも「私は先月公演終わり帰宅時に男2人に襲われました。あるメンバーに公演の帰宅時間を教えられ、またあるメンバーに家、部屋を教えられ、またあるメンバーは私の家に行けと犯人をそそめかしていました（原文ママ・そそのかすの意と思われる）」と投稿し、さらにこの件へのNGTメンバーの関与を告発していた（該当ツイートはすでに削除されている）。
山口さんを「勇気ある行動」とたたえる意見が多数を占める一方、「山口さんのせいで（グループが）壊れた感じがする」「混乱を拡大している」といった中傷も散見され、「酷いグループなら辞めればいいじゃん 山口はクズだよ」など誹謗中傷も投稿されるなどした。

### マスメディアの報道
2019年1月10日、山口による告発を受けて、NHKが主要メディアとして初めて事件を報道した。他社もこれに追随し、報道番組やワイドショーで連日に渡り報道されるようになった。

### AKSの声明（2019年1月10日）
2019年1月10日、AKSは「山口真帆に関わる一連の騒動についてのご報告」という文章を公式サイト上に公開した。2人の男による山口の暴行被害を認め、「そのほかに、実行犯ではありませんが、この事件に関与していたファンの男1名も確認されました」と報告した。その声明においては、他のNGTメンバーから山口の住所や帰宅時間などの個人情報が漏れたかについての山口の告発に言及しており「メンバーの関連性においては、メンバーの1名が男から道で声をかけられ、山口真帆の自宅は知らないものの、推測できるような帰宅時間を伝えてしまったことを確認しました」と男に山口の帰宅時間を伝えたメンバーがいたことのみ認めた。ただし、その「男」が事件の関係者であるかどうかは定かではない。なお山口は、NGTのメンバーが男に自宅に押しかけるようそそのかしたとも告発していたが、その点についての言及はなかった。また山口は男が「メンバーが住んでいた向かいの部屋から男が出てきた」と主張したが、後にNGTの早川支配人（当時）は、メンバーは昨年（事件の前年）7月に不動産屋立ち会いの元で退去し、鍵も全て不動産屋に返却していると述べ、メンバーの退去後にウィークリーマンションの会社が向かいの部屋を借り上げていたと警察が言っていたと、聞いたと述べている。またAKSは「今後はこのようなことがないよう、全グループメンバーへの防犯ベルの支給、各自宅への巡回等の対策を徹底する」とし、再発防止のための手段を講じることを表明した。また、AKSは声明においてファンの男性3人の公演、握手会、イベント等への参加を禁止したほか、声明とは別のページで同月11日、14日に予定していた劇場公演を中止することも発表した。

### 山口真帆による謝罪
2019年1月10日、山口はNGT48劇場で開催された同グループ3周年記念公演に出演した。事件について「この度は、たくさんお騒がせしてしまって、誠に申し訳ありません」と声を詰まらせながら謝罪する一幕があった。このことがネット上で報じられ、運営の責任者（例えば、支配人の今村悦朗）よりも先に被害者である山口が謝罪したことに疑問の声が殺到した。
ニューズウィークは、海外ネットユーザーの声を挙げながら、なぜ犯罪の被害者が謝罪に追い込まれたのかという点に疑問を呈し、そのような謝罪が無意味かつ非常識な「日本の゙謝罪文化」の好例であるとした。2019年10月、山口はTwitterでこの件に言及し「会社に謝らされ」たものだったと述べている。
この件につきAKSは「本人が1曲出演するということもあり、結果的にああいう形になってしまったのは、本当に私の考えが非常に浅はかだった。至らなかった。結果的に本人の口から、被害者が謝罪となってしまったことは深く深く反省している」と述べている。

### 2人のメンバーが関与を否定
2019年1月13日未明、NGT48メンバーの西潟茉莉奈と太野彩香がTwitterを更新し、警察の事情聴取を受けたことを明かすとともに、事件への関与を否定した。西潟は「発信が遅くなってしまいごめんなさい。まず、私は今回の事件に関与していません」「話を聞きたいと言われ、新潟警察に行きました。警察の方に携帯を預け、お話をしました」「発信が遅れたことにより、ご心配をおかけし、お騒がせして申し訳ありませんでした」と謝罪した。太野も「連日報道されております事件に私は、関与しておりません」「事件後何が何だかわからないまま、名前があがり、何も説明を受けないまま警察に行き、ありのままを答えました」とつづり「私と、私の家族、親戚までも身の危険を疑わせる言葉も目にし、今もまだ生きてる心地がしません」と誹謗中傷を受けていることを示唆する投稿を行った。

### 人事異動
2019年1月14日未明、AKSは代表取締役・吉成夏子と運営責任者兼取締役・松村匠の連名で声明を発表し、支配人の今村悦朗を異動させ、早川麻依子を新支配人、岡田剛を新副支配人とする人事を発表した。

### AKSの記者会見（2019年1月14日）
同日、AKSは初めて記者会見を開き、一連の問題を陳謝し、公表が遅れた理由を「警察の捜査状況を鑑みていたというのが、一番の理由。昨日、警察の方から公表できる情報が出ましたので、このような場を設けさせていただきました」と説明した。AKSは第三者委員会を設置する予定があることを明かし、事件の詳細は第三者委員会で調査することとし、「警察の捜査内容に関わることなのでコメントは差し控えさせていただきたい」との理由で、事件の詳細に言及することはなかった。事件への他のメンバーの関与については、メンバーの行動が刑事事件として立件されていないことを挙げ、「当社としては、メンバーの中に違法な行為をした者はいない、と考えております」との認識を示した。もっとも「違法ではないものの、メンバーとして不適切な言動」の有無は第三者委員会の真相究明を待つとした。

### 「寮」からの退去
2019年1月16日、NGT48の新潟県外出身メンバーらが、寮として使用していたマンションから退去することが、17日、スポーツ報知により報じられた。事件の影響で、玄関先までファンが訪れる事例があったほか、ファンが同じマンション内に部屋を借りているという報道も一部みられたことが背景にあるとされている。NGTの関係者によると、事態を重く見た運営側が、近く寮を引き払い、別のマンションに変えるという。
また、16日に新潟県の花角英世知事が、定例記者会見の中で事件に言及し「早く事実関係が明らかになり、正常な状態に戻ってほしい」とコメントした。新潟県は、9月に開幕する国民文化祭と全国障害者芸術・文化祭のスペシャルサポーターにNGTを起用していたが、県の広報広聴課は「事実関係を見極め、今後の方針を決めたい。事態の推移を見守りたい」とした（同年6月5日、知事はスペシャルサポーターについて、NGT48と契約しないことを明言した）。

### リクアワ欠席
NGT48は、1月18日、19日に『AKB48グループ リクエストアワー セットリストベスト100 2019』（通称：リクアワ）を開催したが、山口は欠席した。リクアワで、騒動に言及されることはなかった。山口はその後も公の場でのグループ活動に参加することはなく、Xでの「いいね」を除いて発信のない状況が続いた。

### 第三者委員会の設置
2019年2月1日、AKSは第三者委員会を設置した。第三者委員会は「事件に関連する事実関係の調査及び原因の究明（直接的な原因のみならず、背景となる要因等を含む）」を目的とし、委員長（弁護士の岩崎晃）と2名の委員（2名とも弁護士の木内雅也、高山梢）を選任した。人選については「日本弁護士連合会による『第三者委員会ガイドライン』に沿って選定しており、各委員は当社との利害関係を有しておらず、本委員会の独立性を阻害する要因はありません」と説明した。調査期間は「1カ月半を目途」とした。

### 第三者委員会による調査報告書公表
2019年3月21日、NGT48は、第三者委員会による調査報告書全文をNGT48公式ウェブサイト上に公表した。2019年3月18日付で作成され、全34ページからなる報告書は、書類のフォーマットとして一般的なPDFファイルではなく、画像（JPEGファイル）形式で公表された。
第三者委員会は、委員会設置の目的を、事件の「事実関係、会社関係者等の関与の有無および程度、直接ないし間接の発生原因等の調査」及び調査を実施する上で「さらなる調査が必要と認めた一切の事項について調査を実行すること」としており、調査は、原則として日本弁護士連合会が定めた「企業等不祥事における第三者委員会ガイドライン」に準拠して行われた。
第三者委員会は岩崎晃を委員長とする3名の弁護士で構成され、委員のほかに男女各5名の弁護士が補助者として調査を遂行した。すべての委員および補助者は、AKSと特別な利害関係を有していないことが確認されている。
調査は、以下の手法によって行われた。
AKSが所持する資料の精査
委員会はAKSにより提出された「会社組織、NGTメンバー等に関する資料」「本件事件に関する資料」「その他メンバーとファンとの接触状況に関する資料」などを精査した。
書面による調査
委員会は、NGTメンバー全42名のうち38名に対し、本件事件及びその背景事情等に関する認識の有無等を、書面により調査した。調査は、AKS関係者が一切同席していない場所において、概ね30分程度の時間を設定して行われた。調査は、記名か無記名かを対象者が選択する形で行われ、24名が記名、14名が無記名であった。委員会は「いずれにおいても、対象者は真摯に回答を記載していた」としている。
なお、委員会は、回答が記載された書面及び対象者が特定できる資料を、AKSを含め委員会以外には将来にわたって一切開示しないこととし、その旨対象者に告知して調査が行われた。
面談による事情聴取
委員会は、NGTメンバー42名、AKS役職者24名、メンバー及びAKS役職者以外の14名の合計80名に対し、事情聴取を実施した。事情聴取は、委員ないし補助者の2名一組で行われた。供述はあくまで任意で求めることとされ、供述内容を裏付ける資料等がある場合は、提出を求めた。
その他の調査
このほか、インターネット上の掲示板、SNS、まとめサイト、各メディアの報道記事等を可能な限り調査したほか、事件の現場やNGT48劇場、メンバーの移動経路や降車ポイントを現地調査し、実際の握手会を視察した。また、委員会は事件の被疑者である甲、乙および関与が疑われる丙に調査への協力を求め書面を送付したが、最終的に3人からの連絡はなく、調査が実現することはなかった。

### AKSの声明（2019年3月21日）
NGT48運営は、報告書の公表と同時に、声明文を発表した。第三者委員会による報告書において、今回の事件に関する事実関係の認定がなされ、その中で、事件そのものにNGT48のメンバーが関与した事実はなかったとの判断と、運営上の不備が指摘されたことに触れ、不備を改善することに全力で取り組みたいとした。また、二度とこのような事件が起きないように、暴行を行ったとされる人物に民事上の法的措置を検討するとし、その後民事訴訟が提起された（後述）。今回の事件とは直接関係ないとしながらも、私的領域におけるメンバーとファンとのつながりは不適切との認識を示し、今回は不問にするとしながらも、今後は厳正な処分を検討することを明かした。改めて、メンバーの安全のため、防犯体制の強化等の対策や組織運営の強化、メンバー、スタッフへの教育を徹底し、NGT48をもう一度応援していただけるよう、健全な運営に取り組むことを明言した。

### AKSの記者会見（2019年3月22日）
2019年3月22日午後、AKSは第三者委員会による調査報告書公表を受け、新潟市内で説明会を開催した。この会見に対して山口はTwitterで5度にわたりリアルタイムで以下のように反論の投稿を行い、山口と第三者委員会との溝が浮き彫りとなった。
- 1.只今、記者会見を行っている松村匠取締役は第三者委員会が行われる前に「繋がっているメンバーを全員解雇する」と私に約束しました。その為の第三者委員会だと、私も今までずっと耐えてきました。コミュニケーションも何も、このことに関して聞くと連絡が返ってきません。
- 2.私は松村匠取締役に1月10日の謝罪を要求されました。 私が謝罪を拒んだら、「山口が謝らないのであれば、同じチームのメンバーに生誕祭の手紙のように代読という形で山口の謝罪のコメントを読ませて謝らせる」と言われました。 他のメンバーにそんなことさせられないから、私は謝りました。
- 3.記者会見に出席している3人は、 事件が起きてから、保護者説明会、スポンサー、メディア、県と市に、 私や警察に事実関係を確認もせずに、 私の思い込みのように虚偽の説明をしていました。 なんで事件が起きてからも会社の方に傷つけられないといけないんでしょうか。
- 4.報告書に記載もないのに繋がりには挨拶も含まれるというのは勝手な解釈です。 他のファンには公表できないような、特定のファンとの私的交流を繋がりと言うのはメンバーのみならずファンの皆さんも認識していると思います。 証拠がないと仰っていますが、犯人グループとの交際を認めたメンバーもいます
- 5.なんで嘘ばかりつくんでしょうか。 本当に悲しい。 松村匠取締役が当初言うように考えた文章です。 他のメンバーに謝らせることはできないから、謝るしかなかったけど、 スッキリも誤解もしていないし、どうしてもこの言葉は使いたくないと違う文章を考えて何度も交渉しました。

ツイートを確認した記者が、その場でAKSに説明を求めるという異例の展開もあり、しどろもどろの会見でAKSは失笑を買うなどした。また、記者からも事件直後の録音(データ)で、山口やスタッフに事件に関わりのあるメンバーを被疑者が挙げているということに関しては認定されているのにも関わらず、メンバーの関与がないとした根拠の判断がどこにあるのか、客観性を保つための第三者委員会の報告書の説明を委託したAKSが行うということが客観性に欠ける行為なのではないかとなどと指摘された。AKS は「不問ということです」と答え、再度の調査は行わないことを明言した。

### AKSによる民事訴訟
2019年4月26日、AKSは山口に対する暴行容疑で逮捕された男性ファン2人を相手取り、「事件によりNGT48の芸能活動が休止した」として、3000万円（被害額およそ1億円のうち）の損害賠償を求めて新潟地方裁判所に提訴。7月10日には第1回口頭弁論が新潟地裁で開かれた。
陳述書によると山口の太客であった被疑者の一人は、事件の3年前の握手会で直接プレゼントを贈りたいと伝えて（高額なプレゼントを贈る場合は本来運営を通すルールがある）山口本人からマンションの住所と部屋番号を教えてもらい、衣服やアクセサリー等のプレゼントを郵送するようになり、2018年4月に同じマンションの別の階に部屋を借りてからはSNSで連絡を取りながらマンションの共用スペースなどでプレゼントを手渡していたが、山口がDMに返信をくれなくなったため、事件当日はそのことを問いただしに行っただけで暴行は無かったと争う構えを見せていた。ほかにも向かいの部屋は事件の5日前の12月3日に契約したと述べているほか、つながりの証拠として被告らが言う山口の携帯番号を提示している。
このため報道陣からはNGT側の弁護士に対して裁判の争点は山口と被告とのつながりになるのではないかという質問も出ていたが、AKS側は山口の証人申請を検討したものの、「本人の立場やプライバシーの問題、負担」などを考慮したうえで断念し、2020年4月8日に被告側と和解した。
被告側は、事件当時山口の承諾を得ずに自宅を訪問し、少なくともドアを引っ張り合うという形で暴行したということ（不起訴になっていた暴行を事実だと認めること）、暴行事件直後に山口らから問い詰められた際、他のメンバーから山口の部屋番号を聞いたり、そそのかされて部屋に行ったなどと事実に反する発言をし、そうした録音テープが流出して誤解を招く結果になったこと、NGT48の他のメンバーは本件に一切関与していなかったということ、本件事件に関して帰宅時間を推測できるような発言をしたメンバーに対し、自宅に行くということを告げずにバスに乗っているか聞いただけで、当該メンバーは事件について何も知らなかったということの4点を認めたうえで、運営に支障をきたしたことを原告側に謝罪している。
AKSは、報告書説明会見において報告書に山口の言ったことがちゃんと書かれてないことを明かしていたが、訴状を書くに際しても山口と話しをせず、山口に意見を求めることなく裁判外で被告側と和解の交渉をしている。また、被告側は山口とのつながりの証拠として、山口との会話の内容に関する証言や、被告らが言う携帯番号を提示したが、NGT側の弁護士は被告側の山口についての主張の「証拠を出してくださいと言っていたが、出てこなかった」と述べている

### 事件直後の被疑者と山口との会話データの流出
2019年5月17日付のデイリー新潮に事件当日の“録音データ”に関する内部文書が公開された。暴行事件の直後から被疑者が山口に謝罪を繰り返し、その場で話し合いが持たれることになり、山口と被疑者らが近くの公園に移動して以降の会話内容が録音されたものである。
引用されている文言など第三者委員会の検証結果を裏付けるもので、この報道以降マスコミの事件に対する追及はなくなっている。

### 吉成夏子社長による保護者会での説明
2019年8月17日にAKSがNGT48メンバーの保護者に向けて説明会を実施しており、その中で吉成夏子より以下のことが報告されている。
- 山口が卒業公演の時に言っていた会社からパワハラを受けたということは事実無根
- 山口の事件が不起訴になった点に納得がいっていない
- “他メンバーと犯人が繋がっているという証拠を持っている”という山口に証拠を提出してほしいと頼んだが最後まで出してもらえなかった
- 被疑者の男性が元々は繋がっていたのは山口であると言っている
- 事実をはっきりさせ、濡れ衣を着せられている元メンバーの名誉を晴らしたいために犯人グループと民事裁判を行っている[98]

## 第三者委員会の調査報告書
第三者委員会の認定した事実関係及び各当事者の供述については、既に述べた通りであるが、報告書では「会社関係者の関与の有無、程度、直接、間接の発生原因の調査」のため、株式会社AKSの組織体制、調査時点での問題点と再発防止策にも言及している。

### AKSの組織体制とY&N Brothersとの関係
2006年1月20日に設立された株式会社AKSは、取締役会の下、10部2室の体制となっており、AKB48、HKT48、NGT48の運営並びに海外の姉妹グループ事業を統括している。AKSは、2016年7月11日付で、株式会社Y&N Brothersと業務委託契約を締結しており、AKB48グループの活動のクリエイティブなプロデュース部分の業務を委託している。その余の部分、すなわちAKSの組織上の行為、グループの運営、メンバーの管理、劇場の管理等については、すべてAKSが業務を遂行することと定められている。

### NGT48の運営
NGT48は、AKSのNGT48運営部によって運営されており、運営部は、部長のNGT48劇場支配人のほか、マネジメントグループ、NGT48劇場グループの2つのグループに分かれている。その職務の中核は、NGT48劇場での公演の開催及びこれに対するメンバーの参加を確保するマネジメントである。それ以外にも、メンバ－が参加するイベントは多岐にわたっており、それらのイベントの開催においても、運営部は一定の役割を担っている。マネージャーは、各メンバーごとに担当が割り当てられており、上記のようなイベント開催時には、メンバーに帯同している。
支配人
支配人の権限について、AKSでは職務権限表が存在し、国内出張の承認、1件3万円未満の一般経費の支出などの権限が認められているが、人事や経営自体に関する権限は、配分されていない。また、職務権限表以外の部分について、事件当時支配人だった今村氏（以下、前支配人）に分掌されるべき職務、権限については、具体的に定められておらず、誰の指揮、監督下で職務を行うのか、明らかにされていなかった。そのため、メンバーに関して発生した事象について、メンバーから直接相談されることもあり、誰に相談すればいいかわからないまま判断せざるを得ない状況が多く生じており、メンバーやマネージャーからは、独断専行と評価される場面もあった。
マネージャー
マネージャーについても、職務や権限を定める規程は存在せず、どのような職務を行うべき立場にあるか具体的に定められていなかった。NGT48のメンバーはAKSとの間で、専属契約を締結し、メンバーはマネジメント業務をAKSに委託しているが、AKSがマネジメント業務を行うに際して、誰の指揮、命令に基づき、どのような職務を行うのかは定められていなかった。

### メンバーの活動と安全確保
報告書では、ファンとの接触を伴うグループ活動が、以下のように列挙されている。
- NGT48劇場での公演
- NGT48劇場以外でのライブ・イベント
- 握手会（全国握手会、個別握手会）
- 2ショット写真撮影
- ボウリング大会
- インスタグラム、ツイッター（現・X）
- SHOWROOM
- NGT48 Mobile
- NGT48 Mail
- 総選挙
- ファンレター・プレゼント

報告書では、各イベント会場におけるメンバーの安全確保を「AKSの責務となることは当然」としており、特に以下のケースで安全の確保が問題となりうるとした。
NGT48劇場における公演
NGT48劇場における公演は、舞台と客席との間に段差がほとんどなく、安全確保の観点から特に注意が必要であるが、公演の際、観客に対する禁止事項が定められており、違反者は出入り禁止となることから、規定内容に大きな欠点は見いだせないとした。
握手会
握手会はファンとメンバーが至近距離に近づくことから、安全確保上、劇場公演とは異なる配慮が必要とされているが、かつて握手会で発生した傷害事件を教訓として、様々な施策が講じられているとした。一方で、握手会においては、特に握手券の「まとめ出し」により長時間の会話がなされた場合、その内容によってはメンバーが精神的に傷つけられたり、私的な接触を求められる危険性があること、私的な接触を求める会話が主催者のルール上明確に禁止されていないことが指摘されており、調査時点では、そのような危険に対処しうる形での人員配置はされていないという。
メンバーの送迎
メンバーは、NGT48劇場と自宅との送迎にマイクロバスを使用するが、乗降車場所の特定が容易であったり、車内は提携先のドライバーのみであり、マネージャーが同乗していないことが報告書では問題視されている。
メンバーの住居
NGT48には、新潟県外出身者が多く在籍するが、メンバーの居住するマンションが、事実上一定の範囲に限られ、住居がファンに知られてしまう事例があったが、AKSは、一旦居住先を定めた後は、積極的な対応を行っていなかったことが、報告書では指摘されている。

### 「ごく一部のファン」による迷惑行為
報告書では、劇場公演や握手会に参加し「推し活」を楽しむ「一般的なファン」に対して、多数いるファンの中の一人であることに満足できず、メンバーと私的な「つながり」を持とうとするファンを「ごく一部のファン」と定義し、迷惑行為の態様と、それに対し運営が取るべき対策について言及している。
メンバーを送迎するマイクロバスの後をつけたり、メンバーが自宅でSHOWROOMの配信をしている時に近くで奇声をあげるなどして、メンバーの自宅を特定しようとするファンが確認されており、事件の被疑者甲も、現場となったマンションに複数のメンバーが居住していることを特定したうえで、部屋を借りていた。
NGT48の運営は、迷惑行為をはたらいたファンに対しては、各種イベントの参加資格を剥奪する「出禁（出入り禁止）」措置をとっているが、握手会の際に握手券のまとめ出しして得られた長時間の会話の機会に私的な「つながり」を持とうとするファンに対して出禁の措置がとられた事例は確認できなかったとしている。 
一部のメンバーが、ファンと私的な「つながり」をもっていたことは既に述べた通りであり、報告書では、第三者委員会の調査に対し、36名のメンバーから他のメンバーとファンとの「つながり」についての供述があり、12名のメンバーの名前が具体的に挙がったとされている。また報告書では、調査の中で「噂」レベルではない具体的事実として前述の7項目を挙げた。報告書では、そのような「つながり」について、前支配人およびマネージャーは認知していたと思われるとし、1件について調査は行ったが正式な処分はなく、それ以外の事案には、積極的な調査や対応を行った形跡がないとし、その背景に「つながり」を処分する具体的規定がないことを指摘した。AKSがメンバーと締結している専属契約では「不適切な男女交際」と「（グループの）一員としてふさわしくない」行為が契約の解除事由となっているが「不適切な男女交際」は一般的に「不倫」に匹敵する行為であって「つながり」は該当しないとも考えられるし「ふさわしくない」行為に「つながり」が含まれるか、一義的とはいえないとしている。さらに、解除を含む契約に関する事項は、AKSの代表取締役の権限であり、支配人が単独で判断できるものではないことも指摘されている。

### 新潟という活動拠点の特殊性
さらに報告書では、AKB48グループがこれまで拠点を置いてきた東京、大阪、名古屋、博多に比べ都市部が狭く、公共交通機関が発達していないこともあって、多くのメンバーが一定の狭い範囲に居住せざるを得ない点が指摘されている。AKSはメンバーの送迎にマイクロバスを用意しているが、そのような事情から、移動経路や発着場所の特定が容易であり、メンバーの住居が特定されやすい状況にあるという。委員会の調査では、過半数のメンバーが自宅をファンに知られているか、知られているおそれがあると回答している。
また、大都市圏に所在する他のグループに比べ、ファンの絶対数が少ないと考えられ、少なくとも新潟の活動においては、特定少数のファンとの触れ合いが多くなっていたことが指摘されている。このような事情により、アイドル活動の場と私的な生活空間の場所的離隔が困難となり、ファンとの「つながり」を容易にする環境が作られたという。

### 再発防止のための対策
上記の事情を踏まえ、報告書では、再発防止のため、AKSが取るべき対策が提言されている。
- AKSは、新潟という活動拠点の特殊性とメンバーが置かれた環境をよく理解した上で、メンバーの住居の安全確保についての意識をより一層高く持つべきであり、送迎時の危険の低減、居住先の管理等を行う必要がある[44]。
- 具体的には、目立つ車両の使用を回避する、車両を複数にして分散して移動させる、乗車場所、降車場所を頻繁に変更する、待ち伏せなどを回避しうるよう、マネージャーを帯同させることが必要としている。特に、マネージャーが帯同していれば、降車直後の声がけや待ち伏せは困難であり、今回の事件につながるような事態は回避できたと指摘する。このような体制を取るには、現行のマネージャーでは人員が不足していることにも触れられている[112]。
- メンバーの居住先の管理については、ファンに住居が知られた可能性がある場合には速やかに転居が必要とし、マンションの管理会社や管理人と密に連絡を取り合い、不審者などの危険な要因の有無を継続的に確認することが必要とした。今回の事件では、現場となったマンションはマンスリーマンションとして賃貸されていたが、そのこと自体が転居を検討すべき材料だったと指摘されている。現行の体制でそのような管理の仕方が困難であれば、人員を増強するべきであるし、寮のような形でメンバーの居住先を1ヶ所に集中させて管理する方法もあるとしている[112]。
- メンバーの中には、独自にLINEグループを作成し、不審な車両を撮影し共有する者もいた。そのような情報をAKSが集約する仕組みも検討する必要があるとした[113]。
- 握手会において、特に握手券が「まとめ出し」された場合、メンバーとファンが長時間会話する機会が生じることから、会話内容を聞き取れる位置にマネージャー等のスタッフを配置し、場合によっては会話を制止する対応も必要と提言されている。そのような体制を円滑に運用するためには、マネージャーには相応の知識経験が必要であるし、どのような発言を制止するかの基準やルールを明確に定める必要であるとしている[23]。
- 迷惑行為をはたらく「ごく一部のファン」への対応策としては、出入り禁止（出禁）が極めて効果的であるところ、NGTにおいては、劇場での禁止行為を定めた「劇場内禁止事項」に違反した場合にのみ出禁となることが明文化されており、劇場外でのどのような迷惑行為に出禁処分を下せるかの統一的なルールが存在しない。実際には、劇場チケットや入場での不正や劇場での迷惑行為に、その都度判断して出禁処分が下されており「つながり」を求めたり「つながり」を持ったファンに処分が検討されたことはなかったという。出禁処分は、支配人レベルで判断されることが望ましく、どのような場合に支配人が出禁処分を下すか、具体的な運用規程を作成し、適正に運用していくことが必要である[114]。
- 現状では、出禁の対象者リストは劇場においてのみ運用されており、レコード会社が運用する握手会等のイベントでは必ずしもリストが共有されていなかった。今後は、可能な限り各イベント間で情報を共有し、対象者の入場を制限することが必要である[115]。
- メンバーの側においても、私的領域での接触はしてはならないことであるという「自覚と意識」が明確に備わっていることが必要である。AKSとの専属契約上「自覚と責任」の下に「一般社会人の品位を持って」行動することが求められているが、メンバーは全員がNGTのスタッフよりも年下であり、丁寧に説明するなどの教育が必要である。私的な「つながり」に対し、一定の禁止規程を設け、違反者は処分するという対処も検討に値する[116]。
- マネージャー等のスタッフに対しても、年少あるいは若年のメンバーにアイドルとしてあるべき姿を教え導ける良き指導者、相談者としての養成が不可欠である。メンバーに私的接触が禁止される理由を説明し、納得してもらうためには、スタッフ自身がその点について正確に理解していなければならない。そのような役割を明確に意識していないマネージャーが見受けられたが、その一因には、マネージャーの権限が明確に定められていないことがあると考えられる。マネージャーはどのような職務を負うのか、誰の指揮、命令に従う必要があるのか、早急に明確化するべきである[117]。
- AKSには、マネージャーを養成する部署がなく、全てが現場での判断の蓄積で行われていた。マネージャーがメンバーと信頼関係を築き、メンバーの教育を十分に行うため、マネージャー教育のあり方や実践に精通した人物を招聘し、マネージャーを育成する部署を設置するなどの対応を取ることが望ましい[118]。
- 支配人は、NGT運営部を束ね、組織の長として意思決定を行い、部下のスタッフを指揮監督するのみならず、メンバーの安全を管理する立場にある。しかしながら、既に述べたように支配人の権限を定める具体的規程が整備されているとは言い難く、支配人がAKSと締結している業務委託契約においても「本件業務の詳細については、都度、協議の上、定める」とされているのみで、支配人に対する指揮監督権限の所在も明確に定められていなかった。現実に、支配人の業務は多種多様にわたるのであるから、適確な業務遂行のため、職務権限、責任の所在、指揮監督系統の明確化が必要である[102]。

### 終わりに
報告書では、今回の事件について「結果として、山口氏自身は生命、身体に重篤な損傷を受けずに済んではいるが、一つ間違えば、深刻な被害が発生してもおかしくない事案であった」との認識が示されている。今後、同様の被害が他のメンバーに生じないよう、まずは関係者からの事情聴取を早急に実施する必要があったところ、山口が情報発信をするまでそのようなことが行われなかった背景には、AKSの取締役会に事案の深刻性が伝わらず、対応をNGT運営部、特に前支配人にゆだねてしまったことにあると指摘されている。今後そのような事案が発生した場合には、各部・室からAKS取締役会に、適時、適切に報告され、取締役会あるいは担当の取締役が、担当者を指名し、対応策を指示し、担当者から役員に対して適時、適切な報告がなされるよう体制を構築する必要があると提言している。
既に述べたように、各種規程が整備されておらず、職務の範囲や権限に不明確な点が多い理由としては、当初、小規模で始めた事業が瞬く間に拡大し、組織が膨張した結果、制度、規程の整備が追いつかなくなったことが挙げられるとし、第三者委員会としては、AKSの役員に対し、早急に現在のAKSの実態に合わせた制度、規程を整備して、役職員に周知し、かつ、これらが実効性を持って機能し、企業の運営が健全になされるよう努めることを望むとの言葉で、報告書を締めくくった。

## 山口のNGT48卒業

### 卒業発表
2019年4月21日、劇場公演で山口真帆は「ちょっと待ってください。私、山口真帆はNGT48を卒業します」と涙ながらに話し、NGT48からの卒業を発表した。
卒業発表にあたり、短いスピーチをしており「私はアイドル、そしてこのグループが大好きでした。だからこそ、このグループに変わってほしかったし、自分がつらかったからこそ、大切な仲間たちに同じ思いをしてほしくないと、すべてを捨てる覚悟で取った行動でした」と、告発に踏み切った覚悟を話した。社長に「不起訴になったことで事件じゃない」「会社を攻撃する加害者」といわれ「ただメンバーを守りたい、真面目に活動したい、健全なアイドル活動ができる場所であってほしかっただけで、何をしても不問なこのグループに、もうここには私がアイドルをできる居場所はなくなってしまいました」「今の私にNGT48のためにできることは、卒業しかありません」と卒業という決断がやむにやまれぬものであったことを明かした。山口は、ファンをはじめ今まで支えてくれた人たちへの謝罪と感謝を口にするとともに「私がこれからできることは、今の苦しい姿ではなくて、笑顔で幸せな姿を見せて、皆さんに元気を与えることだと思います」と今後の芸能活動への決意表明を行い、「残り1ケ月もありませんが、最後まで一人の人として、NGT48として、みなさんに今度は笑顔でまたお会いできたらうれしいなと思っています。あと少しの間ですが、どうぞよろしくお願いいたします。」との言葉でスピーチを結んだ。
同日、菅原りこと長谷川玲奈が卒業することが発表され、山口と同じ5月18日の卒業公演が最後の活動となることが告知された。山口は二人と村雲颯香に対して「私がこうして世間に発信してからも、寄り添ってくれた」と感謝の意を示した。
山口は、チームGにとって初めての劇場公演となる「逆上がり」公演の初日に、チームGの副キャプテンに就任しており、卒業を発表した4月21日の公演は、同公演の千秋楽であった。

### 最後の握手会
上述の劇場公演で言及された通り、パシフィコ横浜で5月5日、6日に行われる握手会が、最後の握手会となった。

### 卒業公演
2019年5月18日、山口の卒業公演が開催された。通常、メンバーの卒業公演は16人前後のメンバーで構成されるチーム別劇場公演に卒業セレモニーを追加する形で行われるが、山口の卒業公演は1日限りの特別公演として実施され、総合プロデューサーの秋元康が書き下ろした新曲のタイトルから「太陽は何度でも」公演と銘打たれた。出演メンバーは同日をもって卒業する山口真帆、菅原りこ、長谷川玲奈の3人であり、異例づくめの劇場公演となった。セットリストはこの日のために組まれたオリジナルのものであり、スポニチは「王道アイドルソングがズラリと並んだセットリスト」と報じた。また、サプライズゲストとして同期の1期生から日下部愛菜、小熊倫実、角ゆりあ、後輩の2期生から高沢朋花、ドラフト3期生から高橋七実が招き入れられた。スポニチは、この人選を「山口がファンとのつながりを疑っていない“山口真帆選抜”」「まほほん（山口のニックネーム）派」と表現した。本編最後の曲は、サプライズゲストと共に8人での欅坂46の「黒い羊」で、スポニチはこの選曲を「1曲だけ異質」と表現し、その狙いについて、歌詞に登場する「黒い羊」は追い出されるようにして卒業する山口のことであり、「『黒い羊』がいなくなれば、また『白い羊』だけでやり直せる」という意味で「山口が抱える思いをそのまま表現したように聞こえる詞」「運営側へ向けた究極の皮肉」であると説明した。最後の曲はAKB48グループの卒業曲「桜の花びらたち」で、桜吹雪が舞い落ちる中、涙ながらに歌い、アイドルとしてのパフォーマンスを終えた。最後のあいさつで運営を批判することはなく、ファンへ感謝するとともに「これからの夢に向かって力強く歩んでいきたい。またみなさんとお会いできるように頑張ります」と決意を表明し、3年半のアイドル人生にピリオドを打った。

### 卒業後の芸能活動
山口は、卒業後の2019年5月25日、芸能事務所・研音に所属し、舞台やテレビドラマ、映画に出演したり、ソロ写真集を発売するなどした。それと同時に、今回の事件に関するものを含め、SNSへの過去の投稿を全て削除した。山口は、2023年9月末をもって研音を退所し、現在はフリーランスとして芸能活動を行っている。

## 事件の余波

### NGTメンバーに対する誹謗中傷
山口の告発後、ネット上では真偽不明の情報が飛び交い、複数のメンバーが事件への関与を疑われるようになり、根拠のない事実と異なる情報が次々にネット上に書き込まれ、多数の誹謗中傷や脅迫を受ける事態となった。メンバーの荻野由佳は、2022年12月のインタビューで、そうした誹謗中傷がインタビュー当時も続いていることを明かしている。荻野は「確かに、NGTに注目が集まっている時期に、自分の不用意な言動がみなさんの臆測をかき立ててしまいました。それについては自分に落ち度があり、反省しています。ただ、私個人の考えで、被害を受けたメンバーに寄り添えなかったのは本当です。騒動を収めるために取り繕う、という選択もできましたが、私はそれを選びませんでした。今でもその気持ちは変わっていません」とも明かした。
2019年5月20日には、荻野に対して「殺す」と書いた紙をファックスで報道機関に送信して脅したとして、脅迫の疑いで京都府の男性（当時24歳、無職）が逮捕されているほか、2020年7月には、イメージダウンを目的にメンバー5人を名指しして「覚醒剤使用のため、思考回路と人間の心が破壊されている」とツイッターに投稿した東京都の男性（当時50歳、職業不詳）が名誉毀損の疑いで逮捕されている。

### 山口に対する批判
犯人男性が裁判の陳述書の中で、マンションの共用スペースで直接プレゼントを渡すなど山口とつながりがあったことや、山口からメンバーとの確執について聞かされたと証言していたことなどが判明して以降、事件直後に山口が警察に通報せずにメンバーを呼んだことや、公園でこの男性ら実行犯グループと話をしていたこと、事件が明るみに出たときに「メンバーが事件に関与している」と主張していたことなど、山口の一連の行動の遠因が見えてくるとして、一部のマスコミなどから山口の対応に対して疑問を呈する声もあがるようになった。
また前述の録音音声の中で、山口が犯人グループとつながっていると考えていた西潟茉莉奈と太野彩香について“本当にクズ”と発言したり、「その関わっているメンバーの子も、ほんとに辞めさせるから、私」と言いながら、犯人たちが否定しているにもかかわらず、執拗に西潟と太野との“つながり”を問いただすなど、2人のメンバーを辞めさせることで頭がいっぱいという様子がうかがえたため、当時事件を取材した関係者の間から「山口は敵対するメンバーを追い出したいだけ」という声も多く聞かれたと週刊誌記者が証言をしている。

### スポンサーの撤退
一連の騒動を受け、スポンサーの一正蒲鉾が、2019年1月14日からCMの放映を中止し、公式サイトから動画を削除した。新潟商工会議所も同15日、公式サイトにアップしていたNGT出演の「新潟開港150周年記念スペシャルムービー」を非公開とした。また、JR東日本新潟支社は3月末の期限をもって、CM契約を終了した。その理由については、「元々3月いっぱいで終了する契約だった。騒動を受けて終了するということではない」と説明した。またNGTは、同年9月に開幕する国民文化祭と全国障害者芸術・文化祭のスペシャルサポーターに起用が予定されていたが、新潟県知事の花角英世は、同年6月5日の定例記者会見で「県民から歓迎される状態になったとは思えない」と述べ、保留としていたNGTとの契約を更新しないことを明らかにした。

### 冠番組終了・総選挙不実施
NGT48の全ての冠番組が3月いっぱいで終了・放送休止となった。
- 『NGT48のにいがったフレンド!』（テレビ新潟）
- 『NGT48のガチ？ガチ！カウントダウン』（新潟放送ラジオ）
- 『NGT48のガチ！ガチ？トーク』（新潟放送ラジオ）
- 『NGT48のみんな神対応！！ラジオあくしゅ会』（FM-NIIGATA）
- 『PORT DE NGT』（FM PORT）

また、姉妹グループであるAKB48の冠番組『AKB48 SHOW!』（NHK）が2019年3月いっぱいで終了し、2009年から10年連続で開催されてきたAKB48選抜総選挙が、2019年は実施されず、その後一度も開催されていない。松村はこの件につき「一切、関係ございません。総選挙は昨年で10回目を迎えて一定の役割を終えました」と強調している。
なお、2025年2月現在、グループとしてのレギュラー番組は、FM-NIIGATAの『NGT48のえっさこいさRADIO』1本にとどまっている。